# Vicitopisa inaequicaudata
Vicitopisa inaequicaudata is een vlokreeftensoort uit de familie van de Eriopisidae. De wetenschappelijke naam van de soort is voor het eerst geldig gepubliceerd in 1982 door Ledoyer.